# Untergriesheim
Untergriesheim ist ein Dorf in Baden-Württemberg, das seit 1975 ein Stadtteil Bad Friedrichshalls ist.

## Geografie
Untergriesheim liegt nördlich von Bad Friedrichshall am Ufer der Jagst.

## Geschichte
Die älteste bekannte schriftliche Erwähnung Untergriesheims, als Greozisheim, geht auf die Schenkung eines Eberwin an das Lorscher Kloster zurück und datiert, laut einer Abschrift der Schenkungsurkunde im Codex Laureshamensis, vom 26. April 767. Das Dorf wurde vermutlich in fränkischer Zeit um das 5. Jahrhundert gegründet. Der erste erwähnte Ortsname Greozisheim, lässt auf einen Gründer namens Greozo oder Greocus schließen. Aus dessen Gründung entstanden bis zum hohen Mittelalter die beiden benachbarten Orte Untergriesheim und Obergriesheim.
Im Oberdorf von Untergriesheim (beim Friedhof) soll sich einst ein fränkischer Herrenhof befunden haben, nahe diesem wurde auch früh eine Kirche errichtet, die im hohen Mittelalter zur Mutterkirche für Tiefenbach und Höchstberg (später auch für Hagenbach und Heuchlingen) wurde. Im Jahr 1136 gelangte der Ort in den Besitz des Klosters Comburg, die Kirche blieb Reichskirche im Besitz der Herren von Weinsberg, ab 1446 der Pfalzgrafen bei Rhein. Im Jahr 1532 erwarb die Bürgsche Linie der Herren von Gemmingen den Ort vom Kloster Comburg.
1805 kam Untergriesheim zum Kurfürstentum Württemberg. Bei der Umsetzung der Verwaltungsgliederung im neu gegründeten Königreich Württemberg wurde Untergriesheim 1806 dem Oberamt Neckarsulm zugeordnet. 1840 wurde die heutige, Johannes dem Täufer gewidmete Kirche St. Johannes Baptista unterhalb des Oberdorfes neu errichtet. Die mittelalterliche bisherige Kirche am Friedhof wurde 1845 abgerissen. 1860 erhielt der Ort ein Rat- und Schulhaus, um 1870 folgte mit dem Bau der Eisenbahn der Bahnhof des Ortes.
1939 wurden 474 Einwohner gezählt, Ende 1945 waren es 613. Bei der Verwaltungsreform während der NS-Zeit in Württemberg gelangte Untergriesheim 1938 zum Landkreis Heilbronn. Mit dem Ende des Zweiten Weltkriegs wurde der Ort Teil der Amerikanischen Besatzungszone und gehörte somit zum neu gegründeten Land Württemberg-Baden, das 1952 im jetzigen Bundesland Baden-Württemberg aufging. Am 1. Januar 1975 wurde Untergriesheim nach Bad Friedrichshall eingemeindet. Der Ort hat heute ca. 1400 Einwohner und eine bescheidene Infrastruktur, so wohnen hier überwiegend Pendler der umliegenden Orte und Gemeinden.
Aufgrund der landschaftlich reizvollen Lage im Jagsttal hat der Ort einen hohen Freizeitwert. Der Kocher-Jagst-Radweg führt an Untergriesheim vorbei, es gibt eine Badestelle, und hier finden auch verschiedene überregionale Zeltlager statt.

## Politik

### Ortschaftsrat und Ortsvorsteher
Untergriesheim ist über das Verfahren der unechten Teilortswahl mit zwei Mitgliedern im Gemeinderat der Stadt Bad Friedrichshall vertreten. Darüber hinaus besteht für eigene Angelegenheiten ein Ortschaftsrat mit acht Mitgliedern, die für eine Amtszeit von fünf Jahren gewählt werden. Die letzte Wahl fand im Rahmen der Kommunalwahlen am 9. Juni 2024 statt und brachte folgendes Ergebnis:
| Partei / Liste  | Stimmenanteil | Sitze  |
| --------------- | ------------- | ------ |
| CDU             | 60,2 %        | 5      |
| Freie Wähler    | 39,8 %        | 3      |
| Gesamt          | 100 %         | 8      |
| Wahlbeteiligung | 62,0 %        | 62,0 % |

Ortsvorsteher von Untergriesheim ist Michael Mandel (CDU).

### Wappen
Das Symbol der Fischerstange ist seit 1912 auf Gemeindesiegeln nachgewiesen. 1938 schlug die Archivdirektion mit Hinblick auf eine mögliche Fusion mit Obergriesheim und Höchstberg ein gemeinsames Wappen vor, das eine Fischerstange und ein durchgehendes schwarzes Deutschordenskreuz zeigt. 1959 nahmen Obergriesheim und Tiefenbach nach dem Scheitern der Fusion eigene Wappen an, Untergriesheim behielt das Wappen von 1938 mit geringfügigen Änderungen bei (die Fischerstange war zuvor schwarz auf Silber dargestellt).

## Sehenswürdigkeiten
- Die katholische Kirche St. Johannes Baptista wurde 1839/40 im Kanzleistil, einer Zwischenform aus Klassizismus und Neoromanik, erbaut. Die schlicht ausgestattete Kirche hat einen älteren, auf dem Friedhof befindlichen Vorgängerbau ersetzt. Vor der Kirche befindet sich der Johannesbrunnen von 1993.
- Neben der Kirche befindet sich das ehemalige Schulhaus von 1892, das 1912 aufgestockt und mit einer angebauten Lehrerwohnung erweitert wurde.
- Das alte Rat- und Schulhaus in der Ortsmitte wurde 1860 erbaut.
- Historische Epitaphe an der Friedhofsmauer, darunter das des Burkhard von Wittstatt, erinnern an die heute nicht mehr vorhandene alte Kirche an dieser Stelle. Die Herren von Wittstatt waren örtlicher Adel und Besitzer von Hagenbach bis 1506.
- Zu den weiteren historisch bedeutsamen Objekten in Untergriesheim zählen ein mittelalterliches Fachwerkhaus in der Oberen Dorfstraße 15, das Pfarrhaus aus dem 17. Jahrhundert, ein Bildstock aus dem späten 18. Jahrhundert, eine 1865 gestiftete Marienstatue aus Sandstein sowie das Kriegerdenkmal.

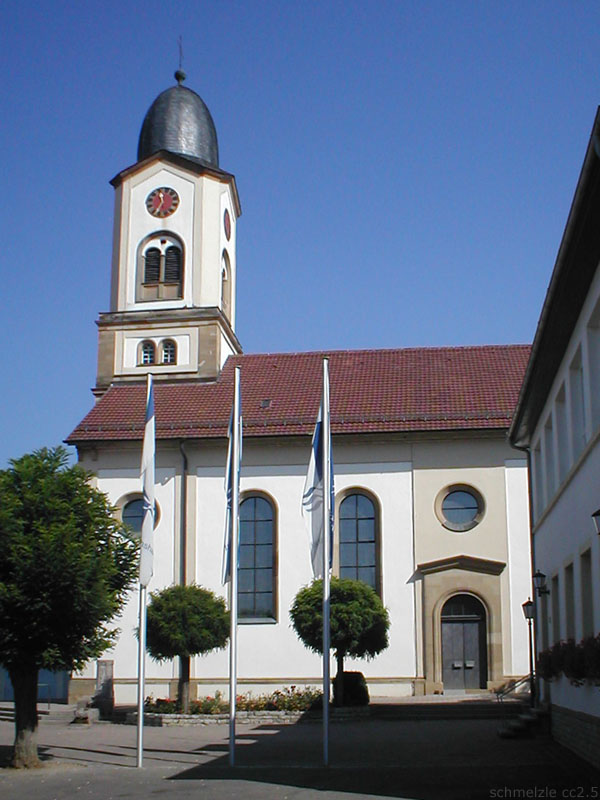
Kath. Kirche St. Johannes Baptista
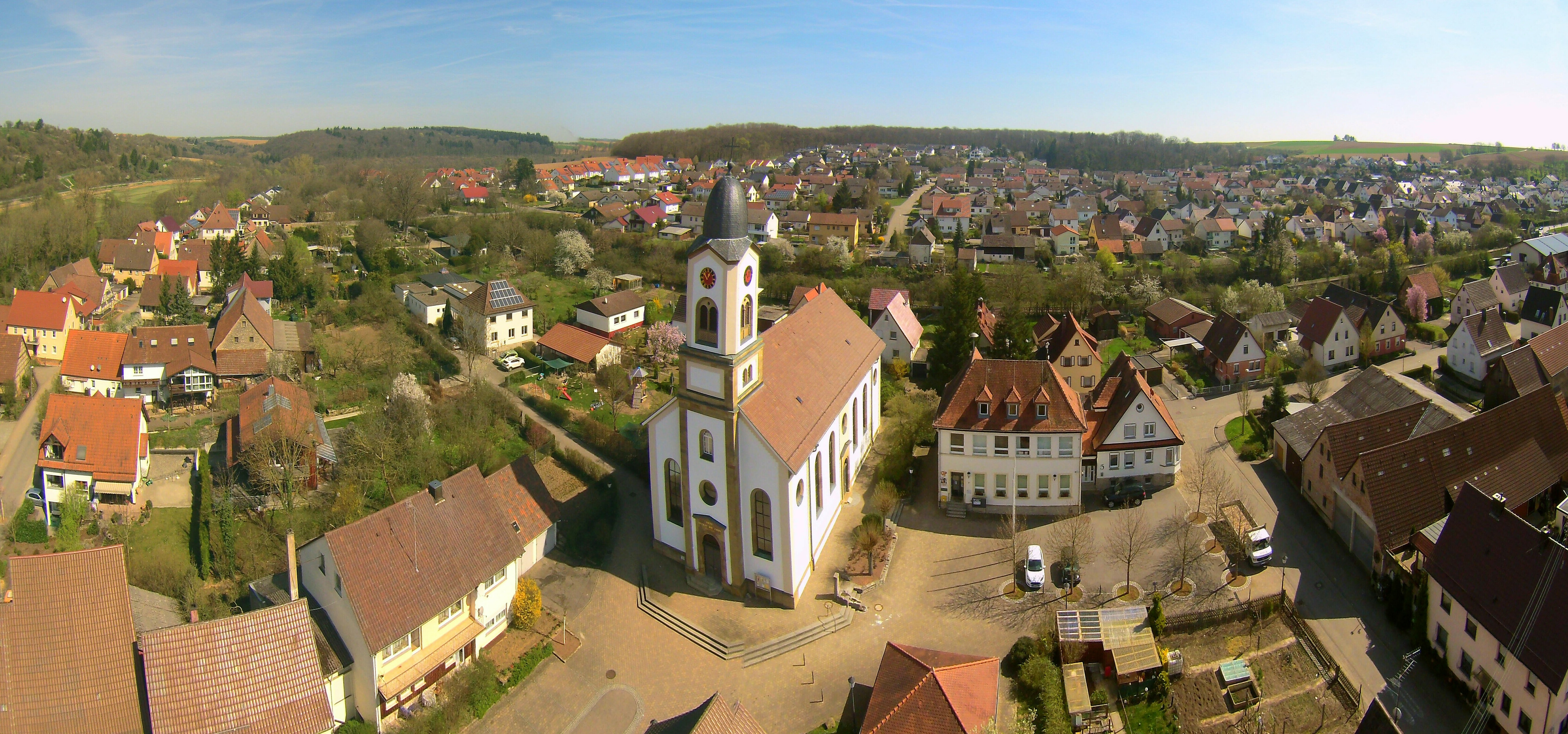
Luftaufnahme der Kirche St. Johannes Baptista
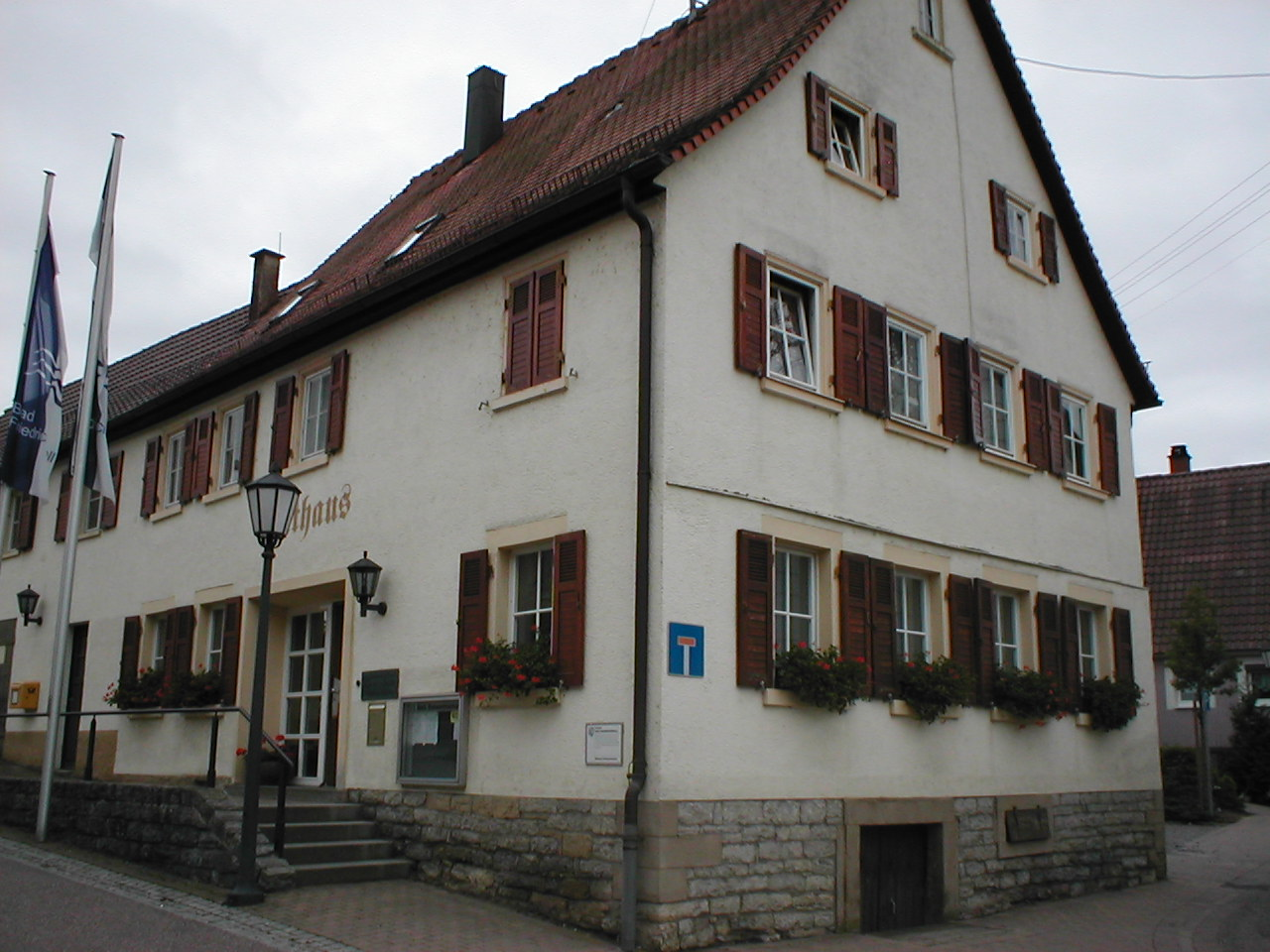
Schul- und Rathaus von 1860
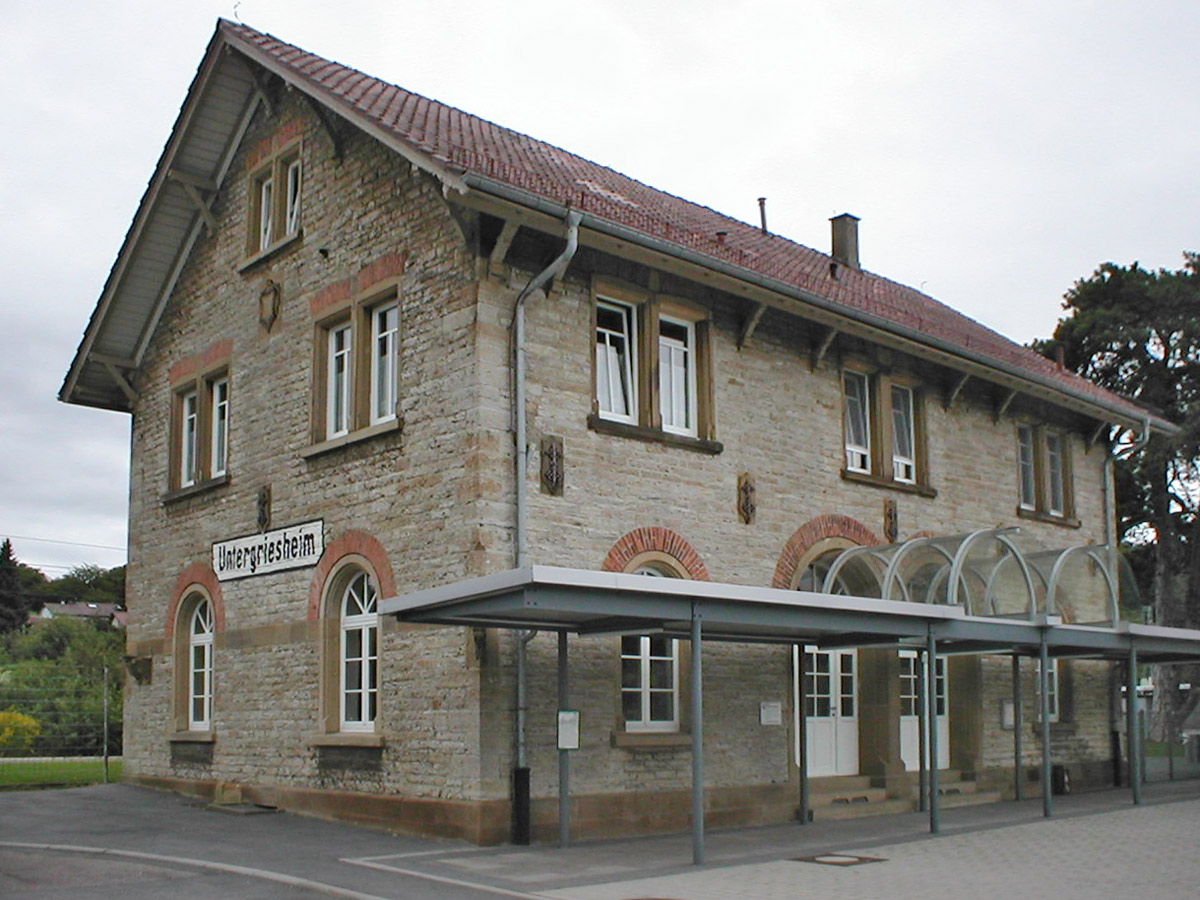
Bahnhof
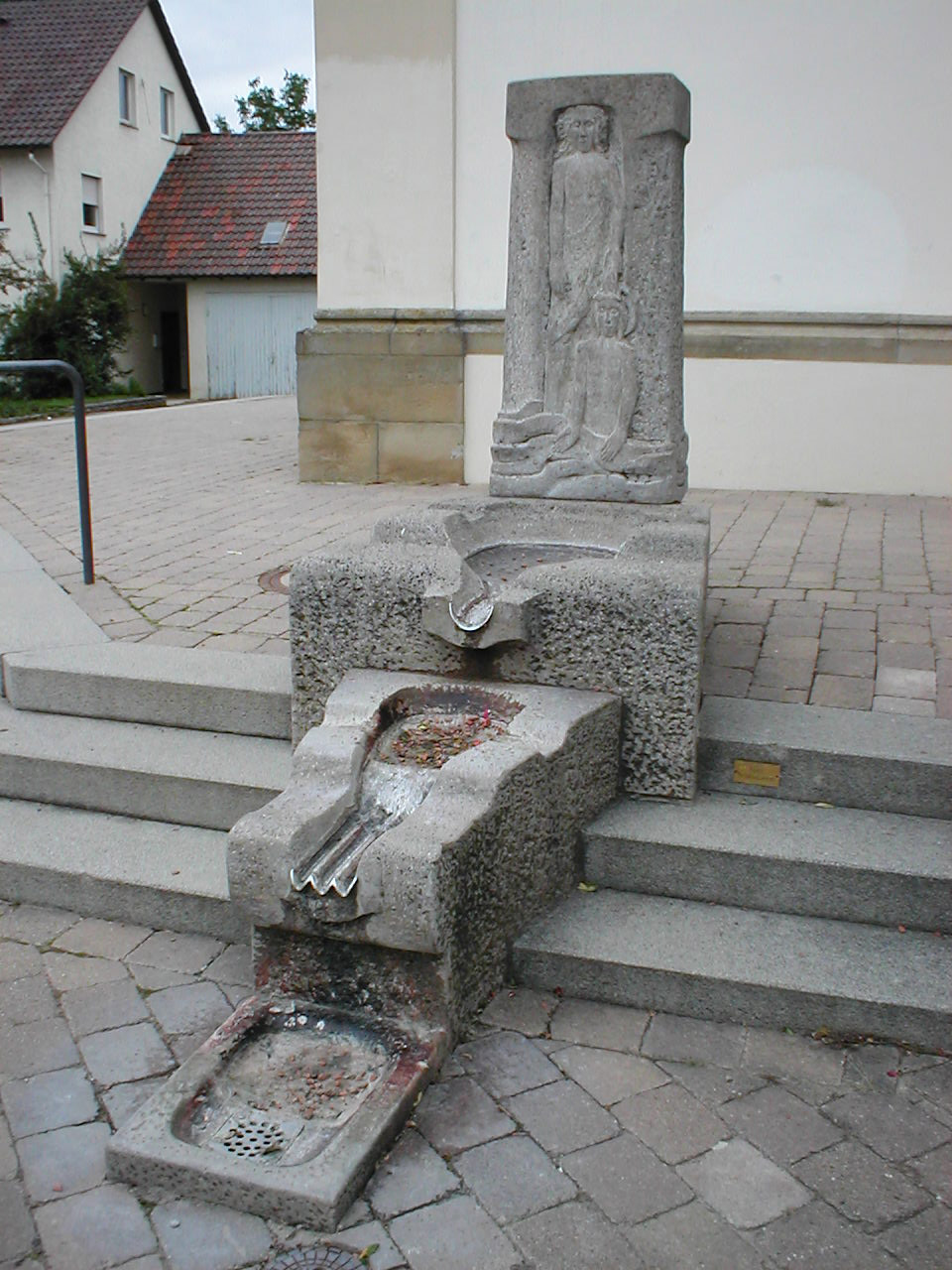
Johannesbrunnen

## Verkehr
Untergriesheim ist Haltepunkt der 1866 bis 1869 erbauten Unteren Jagsttalbahn, einem Teilstück der heute als Frankenbahn bezeichneten Bahnstrecke von Stuttgart nach Würzburg. Es halten stündlich Regionalbahnen nach Osterburken und Heilbronn, die teilweise nach Stuttgart und Ulm durchgebunden werden.